# Limosina abbreviata
Limosina abbreviata är en tvåvingeart som först beskrevs av Fallen 1823.  Limosina abbreviata ingår i släktet Limosina och familjen hoppflugor.
Artens utbredningsområde är Sverige. Inga underarter finns listade i Catalogue of Life.